# ゴンゾウ 伝説の刑事
『ゴンゾウ 伝説の刑事』（ゴンゾウ でんせつのけいじ）は、2008年7月2日から9月10日までの毎週水曜日21時 - 21時54分に、テレビ朝日系「水曜21時」枠で放送された日本の刑事ドラマ。主演は内野聖陽。
第27回向田邦子賞受賞作。2008年9月度のギャラクシー賞（月間賞）受賞。
「夏の単独作品第4弾」。

## 概要
タイトルの「ゴンゾウ」とは、警察用語で「能力や経験があるのに働かない警察官（鬼瓦権蔵）」という意味の隠語、英語で「（gonzo）＝風変わり・ばか者」などの意味を持つ俗語である。
刑事ドラマに分類されるが、作中に「この世界に愛はあるのか」という問いかけが何度も登場するように、脚本を担当した古沢良太はノベライズ本解説で「刑事ドラマのふりをした人間ドラマ」と表現している。

## ストーリー
警視庁井の頭警察署会計課備品係長の黒木俊英警部補はかつて捜査一課7係に在籍しエースと呼ばれた敏腕刑事だった。ところが3年前のある事件をきっかけに過去とは打って変わり毎日職務中にテレビゲームにのめり込んでいる彼を、署の人間はゴンゾウというあだ名で軽蔑していた。
そんなある日、ヴァイオリニストの女性が射殺される。その時、彼女の知人であった女性警察官が一緒にいたことから、世間に注目される。黒木は先輩刑事の代理として捜査本部に復帰させられ、さまざまな拳銃事件を解決していく。過去に関係のあった女性の、少女時代の幻影に苦しむ黒木は、「この世界に、愛はあるの？」という女性の残したキーワードが、一連の殺人事件に関係していることに気づく。
ストーリーは一話完結ではなく、一人の女性の射殺事件の真相究明と、それに伴い明かされる黒木が3年前関わった事件が焦点となっている。

## 登場人物

### 警視庁井の頭警察署
黒木俊英
演 - 内野聖陽
会計課備品係長。階級は警部補。毎日ゲームに勤しみ、仕事は唯一の部下ルミ子に押し付ける。かつては警視庁捜査一課殺人犯捜査第7係を実質率いていたエースで、「伝説の刑事」と呼ばれていた。
3年前、恋人であった佐伯杏子が殺害されたことがトラウマになり、幻覚を見てマンションの屋上から飛び降りた。松尾のサポートもあり復職したものの井の頭署の会計課に異動となり長く捜査現場を離れている。
遠藤鶴
演 - 本仮屋ユイカ
刑事課所属。交通課から転属したばかりの新米刑事で、刑事課のアイドル的存在だった。階級は巡査。両親と兄・辰也は神奈川県警に勤務するキャリア組で、自分だけ落ちこぼれだと思っており、比較されたくなくてノンキャリアで警視庁の採用試験を受けた。第1話で友人のヴァイオリニスト天野もなみとの帰路、ともに銃で撃たれ重傷を負う。純粋なもなみに劣等感を抱き、「コンサートなんてなければ良いのに」と思った直後に銃撃事件が起こったため、罪の意識にさいなまれていた。復帰後は本事件に尽力し、捜査本部が解散した後も事件に疑問を抱き、真実を追い続けた。内偵のため女子高生やメイドのコスプレをさせられた挙句、署員にからかわれるのが悩みの種。
日比野勇司
演 - 高橋一生
刑事課所属。階級は巡査。黒木が捜査本部へ入ることが気に食わなかった。しかし徐々に黒木の人柄や腕を認めていく。かつて飯塚慎吾を第一容疑者として誤認逮捕し、彼から絶縁を言い渡されるものの、献身的に面会に行く姿勢から徐々に飯塚の信頼を取り戻し、姉の捜索を依頼される。結果として事件の核心をつかむことができ、飯塚との関係も修復された。
田端ルミ子
演 - 吉本菜穂子
会計課・備品係の事務員。書道七段。好物はうなぎ。黒木は仕事を押し付けてくる上、備品係で飼っているインコのQ太郎に「ルミ子ブス」と吹き込んでいるため、うんざりしている模様。
川渕正徳
演 - 戸井田稔
井の頭署署長。定年を2年後に控えている。
寺田順平
演 - 綿引勝彦
刑事課所属。現場一筋の刑事。階級は巡査部長。第2話で負傷し休職。岡林和馬の死によって事件が解決したものの、まだ真相があることに勘付き、「自分が解決したと孫に自慢する」ために復帰した。
松尾理沙
演 - 大塚寧々
松尾メンタルクリニックの院長。精神科医。井の頭警察署内にある「被害者こころのケア相談室」の責任者。黒木も通院しカウンセリングを受けている。

### 警視庁捜査一課・殺人犯捜査第13係
殺人犯検挙率トップを誇る捜査一課の精鋭。係長の佐久間や岸はかつて7係で黒木とともに勤務していた。
佐久間静一
演 - 筒井道隆
係長。階級は警部。駆け引き上手な頭の切れる人物。天野もなみ射殺事件の捜査本部に黒木を加えるよう要請する。かつて7係で黒木の部下でありその時は眼鏡をかけ「のび太」と呼ばれていた。母親が体調を崩し電話がかかってくるものの黒木に捜査に専念するよう言われそのままにしていたところ最悪の結果になってしまいそこから黒木とは因縁がある。妻は姑との折り合いが悪く出ていってしまった。また松尾とは肉体関係を持っていた。
岸章太郎
演 - 菅原大吉
主任。階級は警部補。かつて黒木の同僚で他の刑事たちが彼を煙たがる中「黒ちゃん」と呼び、好意的に接する。黒木がゴンゾウになったきっかけを日比野に打ち明ける。
小倉
演 - 青山勝
刑事。
森岡
演 - 小林正寛
刑事。
上村
演 - 和田正人
刑事。

### 警視庁捜査一課
氏家隆
演 - 矢島健一
管理官。階級は警視。上司と部下の板挟みに苦しむ中間管理職。かつては捜査一課7係長だったが実際は黒木にすべて指揮を任せていた。現在管理官でいられるのも黒木や佐久間という部下がいたおかげであると自覚している。
渋沢歳三
演 - 中村育二（第5話・第7話・第8話）
捜査一課長。階級は警視正。進展が見られない捜査状況に痺れを切らし刑事部長とともに視察にやってくる。捜査一課時代の黒木を買っており、彼を呼び捜査方針を聞く。黒木の方針は一見荒唐無稽なものだったが「やってみろ」と承認する。

### 日本青空クラブ
岡林和馬
演 - 白井晃（第5話 - 最終話）
ボランティア団体「日本青空クラブ」会長。片足を引きずっている。
綾乃
演 - 三輪ひとみ（第5話・第6話・第9話・最終話）
日本青空クラブの元会員。
中村
演 - 反田孝幸（第5話・第6話・第9話・最終話）
日本青空クラブの元会員。
乙部功
演 - 内田朝陽（第5話・第6話・第8話 - 最終話）（小学生：飛田光里〈最終話〉）
日本青空クラブ会員。ボランティア仲間の綾乃や中村とともに入会し、岡林に見込みがあると唯一認められるが、地下で保管されていた火器類を見てしまい、相談するために井の頭署へ出頭した。

### 殺人事件の被害者
天野もなみ
演 - 前田亜季（幼少期：岡村日向子〈第4話・第8話・第9話〉）
新人ヴァイオリニストでコンサートを控えている。胸に銃弾を受け死亡。キャバクラに勤めたことがある、柿沼仁と交際していたことがあるなど、後ろ暗い噂があったものの、柿沼の決死の証言によりその純真さが証明された。
佐伯杏子
演 - 池脇千鶴（第6話 - 最終話）（幼少期：小野花梨〈第6話 - 第8話〉）
黒木が“ゴンゾウ”となるきっかけとなった女性。同時に黒木のトラウマであり、「この世界に、愛はあるの？」と少女時代の姿で幻影として囁く。
幼少期に黒木に救われるが、成長して大人になり荒れた時期に黒木と再会。「いつでも助けてやる」と言っていたのにその後は何故助けてくれなかった、と恨み言をぶつけるも、そのまま結ばれ、恋人同士となった。
しかし3年前、「愛を裏切ったものに報いを」という手紙を残した犯人に自宅で射殺されてしまう。見つかった時はまだ息があったものの、黒木に「この世界に、愛はあるの？」と言い残して死去する。
幼少期に黒木に買ってもらった人形を大人になっても大切に保管していた。

### その他
飯塚慎吾
演 - 加藤虎ノ介（第2話・第3話・第8話・第9話）
覚醒剤使用の前科がある男。日比野勇司の誤認により家宅捜査を受けた際、寺田順平を負傷させてしまう。
飯塚早苗
演 - 遠野凪子（第8話 - 最終話）（幼少期：麻井香音〈第8話・第9話〉）
飯塚慎吾の姉。幼少のころは天才少女と呼ばれるほどのヴァイオリニストだったが、もなみの登場を機に、その地位を追われていった。それからは荒れた人生を送っており、もなみとの再会を機に自身の人生が荒んだのはもなみのせいだと思い込むようになる。乙部と関係を持った直後にもなみに死んでほしいと呟いてしまい、実行されたことを知って恐怖で部屋に閉じこもっていた。日比野の必死の説得により部屋を出て警察署へ避難し、犯人の似顔絵作成に協力した。
佐久間絹江
演 - 有馬稲子（第4話 - 第6話・第8話 - 最終話）
佐久間静一の母親。静一が黒木との捜査で帰宅できなかった時に倒れ、右半身不随に。車椅子生活を送り、介護支援を受けている。周囲や静一に悪態をつくが、秘かに息子を誇りに思っている。

### ゲスト

#### 第1話
梅原
演 - 石橋蓮司
教授。女子大生殺害事件の容疑者。
ニコラス
演 - 正名僕蔵（第8話にも出演）
未成年の少女を買春して窃盗癖もある。ニコラス・ペタスに憧れてこの名を名乗っており、空手の腕前もかなりのもの。本名は不明。
栗原のおばちゃん
演 - 前沢保美
黒木に犬の捜索を依頼していた。

#### 第2話
遠藤辰也
演 - 村上連
遠藤鶴の兄。神奈川県警のキャリア。階級は警部。

#### 第3話
ロダン
演 - 金田明夫（最終話にも出演）
運送会社を営んでいたが倒産したためホームレスになった。本名は杉浦正彦。
杉浦詩織
演 - 邑野みあ
杉浦の娘。
杉浦芙美子
演 - 小野洋子
杉浦の妻。

#### 第4話
天野孝作
演 - 秋野太作（最終話にも出演）
天野もなみの父親。
天野光恵
演 - 浅利香津代（最終話にも出演）
天野もなみの母親。不妊症の末にできた娘を溺愛していた。
望月香織
演 - 神農幸
音楽教師。
柿沼仁
演 - 遠藤憲一（最終話にも出演）
悪質な投資コンサルタント。もなみと付き合っていた。もなみとは真剣な交際を行っていたが、突如彼女に別れを告げる。破産の後に行方をくらますも、妹の妙子からの連絡を受け、黒木に電話をかける。黒木が駆けつけた際には何者かに襲われ瀕死の状態で、もなみの潔白を証言した後息を引き取った。
小峰妙子
演 - 舟木幸（最終話にも出演）
柿沼の妹。兄の行方を捜している。
ヤクザ
演 - パク・ソヒ
柿沼を探しているヤクザ。

#### 第5話
津田栄一郎
演 - 左とん平（最終話にも出演）
かつて拳銃イカヅチを製造していた並木製工に勤めていた旋盤工。綿貫に依頼され、使用しないことを条件にイカヅチを修復したが、その銃が事件に使われたと知り、自身の右手を粉砕し、綿貫の殺害を決意する。
綿貫清
演 - 櫻井章喜
拳銃ブローカー。通称タヌキ。
藤岡
演 - 工藤俊作
関東竜神会 幹部。
レポーター
演 - 中野若葉（第6話にも出演）
天野もなみの殺人事件を取材している女性アナ。

#### 最終話
乙部富士子
演 - 寺田路恵
乙部功の親族。両親を亡くした功を引き取った。家を出ていき連絡が取れなくなった彼を、今でも心配している。

## 用語

### ゴンゾウ
実績、経験、能力があるにもかかわらず仕事に身が入らない警察官を指す警察内部の隠語。

### イカヅチ
本作の凶器となった拳銃。正式な名称はNS33式。昭和28年、国産拳銃開発プロジェクトで警察へ納入するため並木精工という会社が製造した32口径回転式拳銃。劇中では長年制式拳銃として採用されたニューナンブM60とコンペで争い落選した設定になっている。拳銃の製造番号の代わりに雷のように見えるマークを彫っていたことから「イカヅチ」と呼ばれる。38口径のニューナンブに比べ口径が小さいため殺傷能力が低くまた銃身が長いため命中精度がある。拳銃使用が少ない日本の警察には向いているような銃だが1丁ずつ手造りされているため大量生産には向かないと判断されたのではないかと語られている。試作品はすべて廃棄処分されたはずだがマニアの間では「もう1丁存在する」という話が都市伝説的にあった。

## スタッフ
- 脚本 - 古沢良太
- 音楽 - 池頼広
- 監督 - 猪崎宣昭、橋本一
- 主題歌 - 小谷美紗子「Who -08-」[8]（ユニバーサルシグマ）
- 撮影 - 会田正裕、木村祐一郎、笹村彰
- 助監督 - 東伸児、田村孝蔵、高橋浩
- 技斗 - 渥美博
- 制作デスク - 高地宏明
- 製作担当 - 磯崎憲一
- 刑事監修 - 飯田裕久
- チーフプロデューサー - 松本基弘（テレビ朝日）
- プロデューサー - 伊東仁（テレビ朝日）、須藤泰司・横塚孝弘（東映）
- 制作 - テレビ朝日・東映

## 放送日程
- 8月20日は『クイズ雑学王スペシャル』のため休止した。

| 各話                                                           | 放送日        | サブタイトル | 監督     | 視聴率 |
| -------------------------------------------------------------- | ------------- | ------------ | -------- | ------ |
| 第1話                                                          | 2008年7月02日 | ダメ警官登場 | 猪崎宣昭 | 12.5%  |
| 第2話                                                          | 2008年7月09日 | 第一容疑者   | 猪崎宣昭 | 10.4%  |
| 第3話                                                          | 2008年7月16日 | 目撃者ロダン | 橋本一   | 12.0%  |
| 第4話                                                          | 2008年7月23日 | 天使の証明   | 橋本一   | 10.8%  |
| 第5話                                                          | 2008年7月30日 | 幻の拳銃     | 猪崎宣昭 | 10.3%  |
| 第6話                                                          | 2008年8月06日 | 潜入捜査     | 猪崎宣昭 | 10.9%  |
| 第7話                                                          | 2008年8月13日 | 3年前の真実  | 橋本一   | 06.3%  |
| 第8話                                                          | 2008年8月27日 | 鍵を握る女   | 橋本一   | 12.2%  |
| 第9話                                                          | 2008年9月03日 | 真犯人       | 猪崎宣昭 | 09.6%  |
| 最終話                                                         | 2008年9月10日 | 夏の終わり   | 猪崎宣昭 | 12.4%  |
| 平均視聴率 10.7%（視聴率はビデオリサーチ調べ、関東地区・世帯） |               |              |          |        |

## BS放送
下記の日程にてBS朝日で放送されている。
- 2010年1月4日 - 同年3月8日（毎週月曜19時00分 - 19時55分）
- 2010年11月1日 - 同年11月18日（月曜 - 木曜18時00分 - 18時55分）

## 関連商品
- ゴンゾウ〜伝説の刑事 オリジナルサウンドトラック（ユニバーサル シグマ） - 2008年8月27日発売。
- ノベライズ本『ゴンゾウ〜伝説の刑事』（編著：松田美智子、朝日新聞社〈朝日文庫〉）ISBN 9784022644497 - 最終回放送翌日の2008年9月11日に発売。全10話の脚本をもとに小説化された。
- また、最終回でDVD化が発表され、2008年12月26日に発売。